# Journal of General Physiology
The Journal of General Physiology is een internationaal, aan collegiale toetsing onderworpen wetenschappelijk tijdschrift op het gebied van de fysiologie. De naam wordt in literatuurverwijzingen meestal afgekort tot J. Gen. Physiol. Het wordt uitgegeven door Rockefeller University Press en verschijnt maandelijks. Het eerste nummer verscheen in 1918.